# International Fusion Materials Irradiation Facility

Une représentation schématique de la zone cible de l'International Fusion Material Irradiation Facility (IFMIF). Une petite zone cible est irradiée par une paire de faisceaux de deutons pour étudier les effets d'un flux de neutrons intense (produit par l'interaction de deutons avec un flux de lithium) sur les matériaux.

 (mars 2021).
La mise en forme du texte ne suit pas les recommandations de Wikipédia : il faut le « wikifier ».
Les points d'amélioration suivants sont les cas les plus fréquents. Le détail des points à revoir est peut-être précisé sur la page de discussion.
- Les titres sont pré-formatés par le logiciel. Ils ne sont ni en capitales, ni en gras.
- Le texte ne doit pas être écrit en capitales (les noms de famille non plus), ni en gras, ni en italique, ni en « petit »…
- Le gras n'est utilisé que pour surligner le titre de l'article dans l'introduction, une seule fois.
- L'italique est rarement utilisé : mots en langue étrangère, titres d'œuvres, noms de bateaux, etc.
- Les citations ne sont pas en italique mais en corps de texte normal. Elles sont entourées par des guillemets français : « et ».
- Les listes à puces sont à éviter, des paragraphes rédigés étant largement préférés. Les tableaux sont à réserver à la présentation de données structurées (résultats, etc.).
- Les appels de note de bas de page (petits chiffres en exposant, introduits par l'outil «  Source ») sont à placer entre la fin de phrase et le point final[comme ça].
- Les liens internes (vers d'autres articles de Wikipédia) sont à choisir avec parcimonie. Créez des liens vers des articles approfondissant le sujet. Les termes génériques sans rapport avec le sujet sont à éviter, ainsi que les répétitions de liens vers un même terme.
- Les liens externes sont à placer uniquement dans une section « Liens externes », à la fin de l'article. Ces liens sont à choisir avec parcimonie suivant les règles définies. Si un lien sert de source à l'article, son insertion dans le texte est à faire par les notes de bas de page.
- La présentation des références doit suivre les conventions bibliographiques. Il est recommandé d'utiliser les modèles {{Ouvrage}}, {{Chapitre}}, {{Article}}, {{Lien web}} et/ou {{Bibliographie}}. Le mode d'édition visuel peut mettre en forme automatiquement les références.
- Insérer une infobox (cadre d'informations à droite) n'est pas obligatoire pour parachever la mise en page.

Pour une aide détaillée, merci de consulter Aide:Wikification.
Si vous pensez que ces points ont été résolus, vous pouvez retirer ce bandeau et améliorer la mise en forme d'un autre article.
L'installation internationale d'irradiation des matériaux de fusion, également connue sous le nom d'IFMIF, est une installation d'essai de matériaux projetée dans laquelle les matériaux candidats à l'utilisation dans un réacteur de fusion produisant de l'énergie peuvent être pleinement qualifiés. L'IFMIF sera une source de neutrons entraînée par un accélérateur produisant un flux de neutrons rapides de haute intensité avec un spectre similaire à celui attendu au niveau de la première paroi d'un réacteur à fusion utilisant une réaction nucléaire deutérium-lithium. Le projet IFMIF a été lancé en 1994 en tant que programme international de recherche scientifique, mené par le Japon, l'Union européenne, les États-Unis et la Russie, et géré par l'Agence internationale de l'énergie . Depuis 2007, il est poursuivi par le Japon et l'Union européenne dans le cadre de l'accord d'approche plus large dans le domaine de la recherche sur l'énergie de fusion, à travers le projet IFMIF / EVEDA, qui mène des activités de validation technique et de conception technique pour l'IFMIF,. La construction de l'IFMIF est recommandée dans le rapport sur la feuille de route européenne pour les infrastructures de recherche, qui a été publié par le Forum stratégique européen sur les infrastructures de recherche (ESFRI).

## Contexte
La réaction de fusion deutérium - tritium génère des neutrons mono-énergétiques d'une énergie de 14,1 MeV. Dans les centrales à fusion, les neutrons seront présents à des flux de l'ordre de 10 18 m -2 s -1 et interagiront avec les structures matérielles du réacteur par lesquelles leur spectre sera élargi et adouci.[réf. nécessaire] Une source de neutrons pertinents de fusion est une étape indispensable vers le développement réussi de l'énergie de fusion. La conception, la construction et l'autorisation sûres d'une installation de production d'énergie à fusion par l'agence de réglementation nucléaire correspondante nécessiteront des données sur la dégradation des matériaux faisant face au plasma sous irradiation neutronique pendant la durée de vie d'un réacteur à fusion. La principale source de dégradation des matériaux est les dommages structurels qui sont généralement quantifiés en matière de déplacements par atome (dpa). Alors que dans la grande expérience de fusion actuellement construite, ITER, les dommages structurels dans les aciers du réacteur ne dépasseront pas 2 dpa à la fin de sa durée de vie opérationnelle, la création de dommages dans une centrale à fusion devrait s'élever à 15 dpa par année d'exploitation.
Aucune des sources de neutrons couramment disponibles n'est adéquate pour les essais de matériaux de fusion pour diverses raisons. L'accumulation de gaz dans la microstructure du matériau est intimement liée à l'énergie des neutrons en collision. En raison de la sensibilité des matériaux aux spécificités des conditions d'irradiation, telles que le rapport génération de particules α / dpa à des niveaux de dommages supérieurs à 15 dpa par an de fonctionnement dans des conditions à température contrôlée, les tests de matériaux exigent que la source de neutrons soit comparable à un environnement du réacteur à fusion.
Dans les aciers, les réactions 54 Fe (n, α) 51 Cr et 54 Fe (n, p) 54 Mn sont responsables de la plupart des protons et particule α produits, et ceux-ci ont un seuil d'énergie neutronique incidente à 0,9 MeV et 2,9 MeV respectivement,. Par conséquent, les réacteurs à fission rapide conventionnelle, qui produisent des neutrons avec une énergie moyenne d'environ 1 à 2 MeV, ne peuvent pas répondre de manière adéquate aux exigences d'essai pour les matériaux de fusion. En fait, le principal facteur de fragilisation, la génération de particules α par transmutation, est loin d'être des conditions réalistes (en fait autour de 0,3 appm He / dpa). Les sources de neutrons de spallation fournissent un large spectre d'énergie allant jusqu'à des centaines de MeV conduisant à des structures de défauts potentiellement différentes, et générant des noyaux transmutés par la lumière qui affectent intrinsèquement les propriétés ciblées de l'alliage. Les installations d'implantation ionique offrent un volume d'irradiation insuffisant (valeurs maximales de quelques centaines de µm d'épaisseur de couche) pour des tests normalisés de propriétés mécaniques. De plus, la faible section efficace de diffusion élastique pour les ions légers rend les niveaux de dommages supérieurs à 10 dpa peu pratiques.
En 1947, Robert Serber a démontré théoriquement la possibilité de produire des neutrons de haute énergie par un processus dans lequel les deutons de haute énergie sont dépouillés de leur proton lorsqu'ils frappent une cible, tandis que le neutron continue son chemin. Dans les années 1970, les premiers modèles de sources de neutrons à haute énergie utilisant cette réaction de stripping ont été développés aux USA,. Dans les années 1980, les progrès rapides de la technique des accélérateurs linéaires à courant élevé ont conduit à la conception de plusieurs sources de neutrons entraînées par un accélérateur pour répondre aux exigences d'une installation internationale d'essai de matériaux de fusion à haut débit et à haut débit,. L'installation de test d'irradiation des matériaux de fusion (FMIT) basée sur une source de neutrons au deutérium-lithium a été proposée pour les tests de matériaux et de technologie de fusion,,,.
La réaction deutérium-lithium exploitée pour l'IFMIF est capable de fournir un spectre de neutrons de fusion adéquat comme le montre la comparaison de l'IFMIF avec d'autres sources de neutrons disponibles,,,. Dans une expérience avec des deutons de 40 MeV provenant d'un cyclotron impactant le lithium, le spectre neutronique et la production de radioactivité dans le lithium ont été mesurés, et une concordance suffisante avec les estimations calculées a été trouvée.

## Description
L'IFMIF comprendra cinq systèmes principaux: une installation d'accélérateurs, une installation cible de Li, une installation d'essai, une installation d'examen post-irradiation (PIE) et une installation conventionnelle,,. L'ensemble de l'installation doit être conforme aux réglementations internationales sur les installations nucléaires. L'énergie du faisceau (40 MeV) et le courant des accélérateurs parallèles (2 x 125 mA) ont été réglés pour maximiser le flux neutronique (10 18 m -2 s -1 ) tout en créant des conditions d'irradiation comparables à celles de la première paroi d'un réacteur à fusion. Des taux de dommages supérieurs à 20 dpa par année d'exploitation pourraient être atteints dans un volume de 0,5 l de son module de test à haut flux pouvant accueillir environ 1000 petits échantillons. Les techniques de test sur petits échantillons développées visent à une caractérisation mécanique complète (fatigue, résistance à la rupture, taux de croissance des fissures, fluage et contrainte de traction) des matériaux candidats et permettent, outre une compréhension scientifique des phénomènes de dégradation induite par les neutrons de fusion, la création des éléments majeurs d'une base de données de matériaux de fusion adaptée à la conception, l'autorisation et l'exploitation fiable des futurs réacteurs de fusion. Les principales contributions attendues de l'IFMIF à la communauté de la fusion nucléaire sont les suivantes:
1. fournir des données pour la conception technique de DEMO,
2. fournir des informations pour définir les limites de performance des matériaux,
3. contribuer à la complétion et à la validation des bases de données existantes,
4. contribuer à la sélection ou à l'optimisation de différents matériaux de fusion alternatives,
5. valider la compréhension fondamentale de la réponse aux rayonnements des matériaux, y compris l'analyse comparative de la modélisation des effets de l'irradiation à des échelles de longueurs et à des échelles de temps pertinents pour les applications techniques,
6. teste le concept de couverture et les matériaux fonctionnels avant ou en complément des tests du module de couverture de test ITER.

## Conception technique intermédiaire IFMIF
La conception technique de l'usine IFMIF est intimement liée aux activités de validation et a été réalisée au cours de la première phase du projet IFMIF Engineering Validation and Engineering Design Activities (IFMIF / EVEDA). Le rapport de conception technique intermédiaire IFMIF a été établi en juin 2013  et adopté par les parties prenantes en décembre 2013. La conception technique intermédiaire IFMIF définit les principaux systèmes dans les grandes lignes.

### Installation d'accélérateur (LiPac)
Les deux faisceaux de deutéron CW de l'accélérateur de 5 MW frappent chacun de manière chevauchante à un angle de ± 9° avec une empreinte de 200 mm x 50 mm et un profil de temps stable sur le jet de Li liquide, avec la région d'absorption de pic de Bragg à environ 20 mm de profondeur.

### Installation cible
L'installation cible, qui détient l'inventaire d'environ 10 m 3 de Li, forme et conditionne la cible du faisceau. L'écran Li remplit deux fonctions principales: réagir avec les deutons pour générer un flux neutronique stable vers l'avant et dissiper la puissance du faisceau de manière continue. Le Li fluide (15 Mme; 250 °C) est mis en forme et accéléré à proximité de la zone d'interaction du faisceau par une buse réductrice à deux étages formant un jet concave de 25 mm d'épaisseur avec un rayon de courbure minimum de 250 mm dans la zone d'empreinte du faisceau. La pression centrifuge résultante élève le point d'ébullition du Li en circulation et assure ainsi une phase liquide stable. La puissance du faisceau absorbée par le Li est évacuée par le système d'évacuation de la chaleur et le lithium est refroidi à 250 °C par une série d'échangeurs de chaleur. Le contrôle des impuretés, essentielles pour la qualité du tamis liquide, se fera à travers une conception sur mesure de systèmes de pièges à froid et à chaud, et des puretés de Li en fonctionnement supérieures à 99,9% sont attendues. La surveillance en ligne des impuretés détectera les niveaux d'impuretés supérieur à 50 ppm. D'après les analyses numériques effectuées au cours des trois dernières décennies, l'interaction faisceau-cible ne devrait pas avoir d'impact critique sur la stabilité des jets.

### Installation d'essai
L'installation d'essai fournira des régions à flux élevé, moyen et faible allant de ›20 dpa / année pleine puissance (fpy) à‹ 1 dpa / fpy avec des volumes d'irradiation de plus en plus disponibles de 0,5 l, 6 l et 8 l qui abritera différents métaux et les matériaux non métalliques potentiellement soumis aux différents niveaux d'irradiation dans une centrale électrique. Plus précisément, dans la région à haut flux, des fluences de 50 dpa en ‹3,5 ans dans une région de 0,5 l, ainsi que des fluences pertinentes de la centrale de› 120 dpa en ‹5 ans dans une région de 0,2 l, sont prévues. La région à flux élevé accueillera environ 1000 petits spécimens assemblés dans 12 capsules individuelles à température contrôlée indépendamment, ce qui permettra non seulement la caractérisation mécanique des matériaux de structure candidats testés, mais également une compréhension de l'influence de leur dégradation avec la température du matériau pendant l'irradiation.

### Installation de post-irradiation
L'installation d'examen postirradiation, une partie essentielle de l'IFMIF, est hébergée dans une aile du bâtiment principal afin de minimiser les opérations de manipulation des échantillons irradiés. Il permettra non seulement de tester des échantillons irradiés à partir des différents modules de test, mais aussi de caractériser métallographiquement les échantillons après des tests destructifs.

## Activités de validation d'ingénierie IFMIF

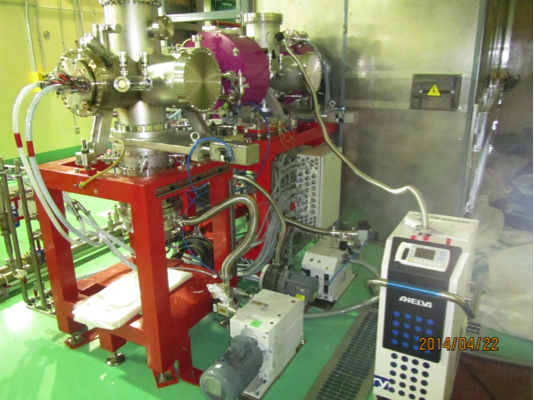
Fig. 7. Image LEBT de l'injecteur de deutéron de l'accélérateur de prototype d'accélérateur linéaire IFMIF (LIPAc) en cours d'installation à Rokkasho, Japon.

Pour minimiser les risques liés à la construction de l'IFMIF, le projet IFMIF / EVEDA a construit ou construit des prototypes de ces systèmes qui font face aux principaux défis technologiques qui ont été identifiés au cours des années de coopération internationale pour établir une source de neutrons pertinents pour la fusion,, savoir 1) l'installation accélératrice, 2) l'installation cible et 3) l'installation d'essais,. Un prototype d'accélérateur (LIPAc), conçu et construit principalement dans les laboratoires européens CEA, CIEMAT, INFN et SCK • CEN sous la coordination de F4E et en cours d'installation à Rokkasho dans les locaux de JAEA, est identique à la conception de l'accélérateur IFMIF jusqu'à son premier accélérateur supraconducteur (énergie 9 MeV, 125 mA de courant D + en ondes continue (CW)), et deviendra opérationnel en juin 2017. Une boucle de test Li (ELTL) dans les locaux d'Oarai de JAEA, intégrant tous les éléments de l'installation cible IFMIF Li, a été mise en service en février 2011  et est complétée par des expériences de corrosion réalisées sur une boucle de Li (Lifus6) à l'ENEA, Brasimone. Un module de test à haut flux (deux conceptions différentes acceptant des aciers ferritiques-martensitiques à activation réduite (RAFM) ou SiC ),,, avec un prototype des capsules abritant les petits échantillons ont été irradiés dans le réacteur de recherche BR2 du SCK • CEN  et testé dans la boucle d'hélium de refroidissement HELOKA du Karlsruhe Institute of Technology, Karlsruhe, avec un module de test de fatigue au fluage  fabriqué et testé à pleine échelle au Paul Scherrer Institute . Des informations spécifiques détaillées sur les activités de validation en cours sont mises à disposition dans des publications connexes,,,,,,.